# Sénorine de Basto
Sénorine de Basto (Vieira do Minho, c. 925 - Basto, Cabeceiras de Basto, 22 avril 982) est une abbesse bénédictine portugaise, canonisée comme sainte par l'Église catholique en 1130. Sa mémoire est célébrée le 22 avril.

## Biographie
Sénorine ((pt) Senhorinha de Basto) est née en 925, à Vieira do Minho, dans le comté de Portugal, sous le nom de Domitilla Ufes ou de Genoveva Ufes, selon certaines sources historiques. Elle est la fille de la comtesse Dona Teresa Soares et du comte Don Ufo Ufes (pt), homme de la noblesse, chevalier, capitaine général de la municipalité de Vieira do Minho et gouverneur de Viseu. Son grand-père est Don  Hugo Soares Belfaguer (pt), seigneur féodal de la  maison de Sousa (pt), d'origine wisigothe,. Elle était la deuxième fille du couple, sœur de Don Vizoi Vizois (pt) et Dona Ufa Ufes, qui a épousé Don Arnaldo Eris de Baião (pt), seigneur de Baião, et cousin de l'évêque de Dume, saint Rosendo de Celanova. Dans d'autres documents, elle est également mentionnée comme la sœur de saint Gervásio de Basto. Après la mort prématurée de sa mère, Don Ufo Ufes a commencé à l'appeler Senhorinha, « petite dame ».
À l'âge de 15 ans, elle refuse d'épouser un prétendant noble, et entre peu après dans la vie monastique sous la tutelle de Dona Godinha, sa tante maternelle et abbesse au monastère de Saint Jean de Vieira do Minho, de l'Ordre de Saint-Benoît. Elle prononce ses vœux religieux et adopte le nom de Sœur Senhorinha.
Des années plus tard, à l'âge de 36 ans, après la mort de sa tante (qui a également été canonisée), Senhorinha est élue abbesse du monastère. Peu de temps après son élection, le couvent est déménagé dans le monastère de Saint Georges de Basto, situé dans la municipalité de Cabeceiras de Basto,,,.
Le 22 avril 982, Senhorinha de Basto meurt, âgée de 58 ans. Elle est enterrée dans une tombe peu profonde, à côté du maître-autel, dans l'église du monastère, entre les tombes de Sainte Godinha et de Saint Gervásio de Basto.

## Culte et Canonisation

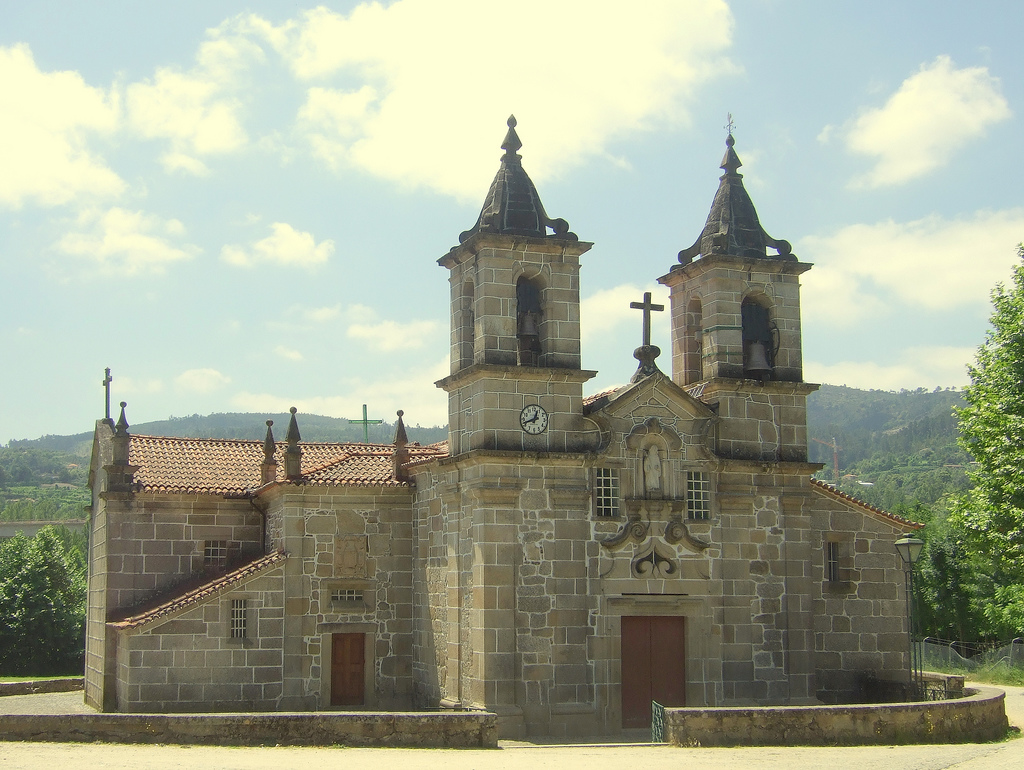
Église de Santa Senhorinha de Basto, Basto, Cabeceiras de Basto.

L'abbesse Sénorine est crédité par ses hagiographes de nombreux miracles au cours de sa vie, comme fournir de la nourriture à ses religieuses qui manquaient de pain et souffraient de la faim,,, transformer l'eau en vin ou d'autres signes d'intervention divine lors d'événements naturels ou avec des animaux, comme d'avoir arrêté une tempête pour effectuer la récolte du blé ou faire taire des grenouilles dans un étang pour permettre d'effectuer le service de la liturgie. Ces récits de miracle amènent l'archevêque de Braga, Don Paio Mendes (pt), à se rendre en visite sur sa tombe. Il décide d'exhumer son corps pour vérifier les rumeurs selon lesquelles sa dépouille était in-corrompue, au point que la religieuse semblait dormir. Son intention de faire ouvrir le cercueil crée un énorme tumulte dans la population qui se rend en masse dans l'église pour empêcher cet action (jugée sacrilège). A cette occasion, l'archevêque aurait été témoin d'un miracle : un aveugle ayant retrouvé la vue (sur la tombe de la sainte). L'abbesse est alors canonisée comme sainte en 1130,.
En raison de l'énorme dévotion que Sainte Sénorine du Basto a inspirée, à la fin du Moyen Âge, sa tombe est devenue un centre majeur de pèlerinages, comptant parmi les grands dévots les rois Alphonse Ier, Sanche Ier  et Pierre Ier. La ville de Saint George de Basto est finalement rebaptisée « Santa Senhorinha de Basto ». Cette dénomination a perdurée, et légèrement évoluée au point que la paroisse actuelle n'est aujourd'hui appelée que Basto (pt),
Au XVIIIe siècle, la fête de Santa Senhorinha a été introduite dans le bréviaire de Braga par Don Rodrigo de Moura Teles (pt). Sa fête a été célébrée dans tout le pays le 22 avril jusqu'à la fin du XIXe siècle.
En 1982, le millénaire de la mort de la sainte à Basto a été solennellement célébré.
L'église de Église Saint-Victor de Braga, contient un remarquable ensemble d'azulejos faisant référence à sa vie.
Sa mémoire est célébrée dans l'Église catholique le 22 avril,.